# Plata

Herb Plata

Plata (Plat, Platen, Ostoja odmienny, Ostoja Pruska odmienny) – herb szlachecki, używany przez rodzinę osiadłą na Kaszubach. Herb własny rodziny Plata. Odmiana herbu Ostoja lub Ostoja Pruska.

## Opis herbu
Opis z wykorzystaniem klasycznych zasad blazonowania:
W polu błękitnym dwa półksiężyce złote rogami od siebie w prawo i lewo, nad nimi takaż gwiazda. Klejnot: nad hełmem w koronie półksiężyc złoty z takąż gwiazdą między rogami. Labry błękitne, podbite złotem.

## Najwcześniejsze wzmianki
Pieczęć prawdopodobnie z tym herbem przyłożył w 1569 roku Baltazar Plata, jednakże w miejsce gwiazdy w herbie była jakby gałka lub jabłko. Różnica może wynikać z zatarcia wizerunku pieczętnego. Informacje o herbie przekazał jako pierwszy Jan Karol Dachnowski około 1620 roku, pisząc że rodzina Platów posługiwała się herbem jak Lniscy ale z innym klejnotem. Informacja Dachnowskego jest nieprecyzyjna, zaś opis herbu nie zgadza się z rysunkiem. Skutkiem tego powstał błąd polegający na utożsamieniu herbu Plata z różniącym się klejnotem herbem Lniskich oraz postulat o pokrewieństwie tych rodzin. Błąd ten powielił m.in. Kasper Niesiecki (Korona polska, 1728).
Zdawkowy opis herbu Platów zamieszczony przez Uruskiego, stwierdzający, że jest to Ostoja z Leliwą w klejnocie, zaowocował błędną rekonstrukcją herbu opublikowaną przez Tadeusza Gajla.

## Herbowni
Plata (Plat, Plate, Platen, Platowski) także z nazwiskami odmiejscowymi Lotyński (Łotyński), Stawicki, Przechlewski.

### Rodzina Plata
Drobnoszlachecka rodzina z powiatu człuchowskiego. Jej nazwisko pochodzić ma od słowa "platt" - "płaski". Jej najdawniej wzmiankowanym członkiem mógł być Jurgen Plate Wietanski, występujący 29 maja 1491. Wojciech i Filip Platowie byli w 1526 roku współwłaścicielami Konarzyn, utraconych w II połowie XVII wieku. W roku 1570 mieli też część wsi Lotyń, od której mieli przyjmować odmiejscowe nazwisko Lotyński. W I ćwierci XVII wieku Platowie mieli też posiadać część w Stawiskach koło Kościerzyny oraz w Przechlewie od których również rzekomo przyjmowali nazwisko odmiejscowe. W roku 1648 Michał Plata był właścicielem wsi Sumin i Zalesie. Wsie te wyszły z rąk rodu w 1718 roku. W XVIII wieku w związku z utratą części dóbr, niektórzy członkowie rodu mogli zostać zdegradowani do warstwy chłopskiej. Nazwisko Plata w różnych formach jest w użyciu w Polsce do dzisiaj.